# Walburge
Pour les articles homonymes, voir Sainte-Walburge.
Walburge, Walpurge, Walpurga, Walpurgis, Valpurge, Gauburge, ou bien encore Auboué, Avongour, Falbourg, Gaubourg, Gualbourg ou Vaubourg est une sainte d'origine anglo-saxonne née vers 710 et morte en 779, fêtée le 25 février. Originaire du royaume de Sussex, alors soumis au Wessex, dans l'Angleterre actuelle, elle se fit missionnaire et aurait passé la plus grande partie de sa vie à évangéliser les Germains du continent.

## Histoire et tradition
Elle était la fille d'un riche seigneur anglo-saxon, nommé Richard, qui aurait été l'un des fils du roi de Kent Hlothere. Sa mère, Winna ou Wuna, aurait été la sœur de Wynfried (ou Wynfrith), alias saint Boniface, l'évangélisateur de la Frise, massacré le 5 juin 754. Walburge est également la sœur de saint Willibald et de saint Wunibald.
Pour son éducation, elle entre dans le monastère double de Wimborne (Wimborne Minster) où moines et moniales bénédictins forment une même communauté. Walburge s’adapte à la vie monastique et se prend d’amitié pour la novice Lioba.
Elle se rend ensuite avec elle en Germanie à la demande de l'évêque Boniface, où elle dirige l'abbaye de Heidenheim, dans l'actuel district de Moyenne-Franconie.
Elle meurt à Heidenheim en 779, et son tombeau devient vite un lieu de pèlerinage.
On invoque sainte Walburge contre le rachitisme, l'eczéma et la péritonite.

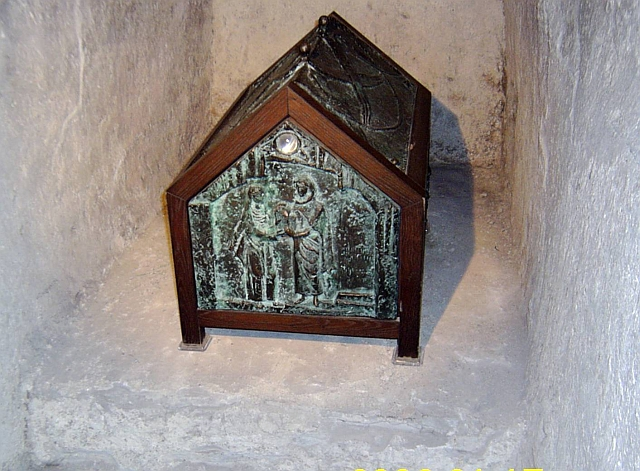
Reliquaire de sainte Walpurgis dans le cloître de Meschede, en Westphalie.
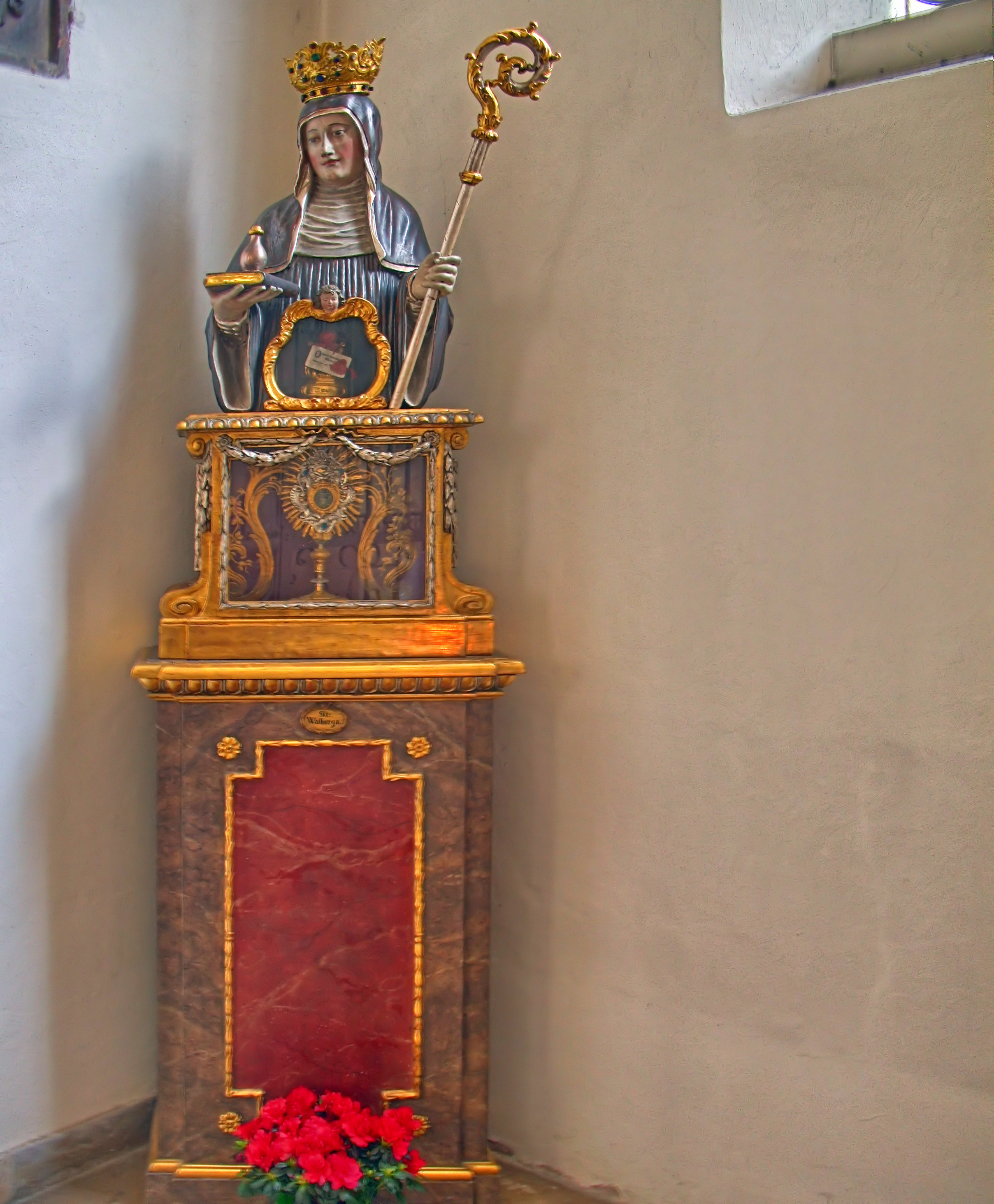
Statue et reliquaire de sainte Walburge dans l'église Saint-Pierre de Munich.

## Églises, chapelles, autres lieux de culte en Europe
- Église Sainte-Walburge de Bruges (Flandre occidentale, Belgique)
- Église Sainte-Walburge de Liège (Liège, Belgique)
- Église Sainte-Walburge de Walbourg (Alsace, France)
- Église Sainte-Walburge de Furnes (Flandre-Occidentale, Belgique)
- Église Sainte-Walburge de Meldert (Alost, Belgique)
- Église Sainte-Walburge de Wéris (Luxembourg, Belgique)
- Église Sainte-Walburge de Preston (Angleterre)
- Monastère et église Sainte-Walburge (Saint-Léger-sous-Beuvray, Nièvre, France)
- Collégiale Sainte-Walburge d'Audenarde (Flandre-Orientale, Belgique)
- Chapelle Sainte-Walburge de Leymen (Haut-Rhin, Alsace, France) : Chapelle de pèlerinage construite à l'emplacement d'une source miraculeuse ; l'édifice actuel date de 1682, il est consacré en 1685 ; restauration en 1868 et en 1963 ; la fontaine porte la date 1766[2].
- Chapelle Sainte-Valburge à Lignières (Aube, France) : située à proximité d'une source[3], elle fut le lieu d'un ermitage fondé en 1694 par les seigneurs du lieu[4] ; la chapelle est aujourd'hui détruite (probablement depuis le 19ème siècle), la source dessert actuellement le village en eau potable.
- Village de Sainte-Vaubourg (Ardennes) : église Notre-Dame.
- Chapelle et Commanderie de Sainte-Vaubourg (Val-de-la-Haye, Seine-Maritime, France) : ancienne commanderie des Templiers[5] ; une chapelle subsiste à proximité, dans l'enceinte du cimetière[6].
- Église Sainte-Gauburge du village de Sainte-Gauburge-Sainte-Colombe (Orne, France),
- Église Sainte-Gauburge du Prieuré Sainte-Gauburge (Orne, France),
- Église Saint-Walpurga de Valpurga (Slovénie),